# Bình Đa
Bình Đa is een phường van Biên Hòa, de hoofdstad van de provincie Đồng Nai.